# Rhytidiadelphus loreus
Rhytidiadelphus loreus és una espècie de molsa de la família de les hilocomiàcies. A Catalunya és una espècie rara i es refugia en boscos humits de coníferes montans i subalpins de l'Alt Pirineu i el Montseny.

## Galeria d'imatges

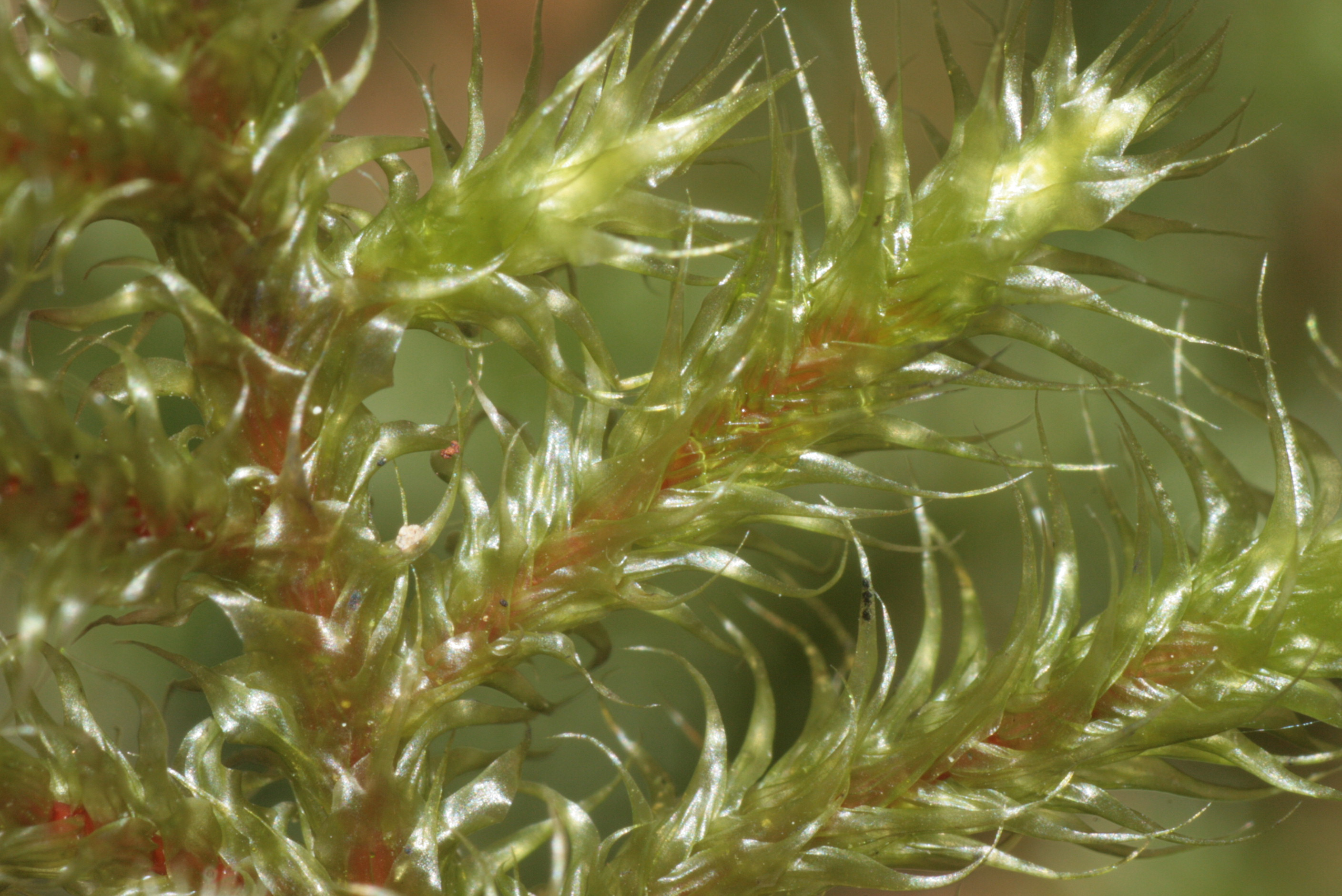
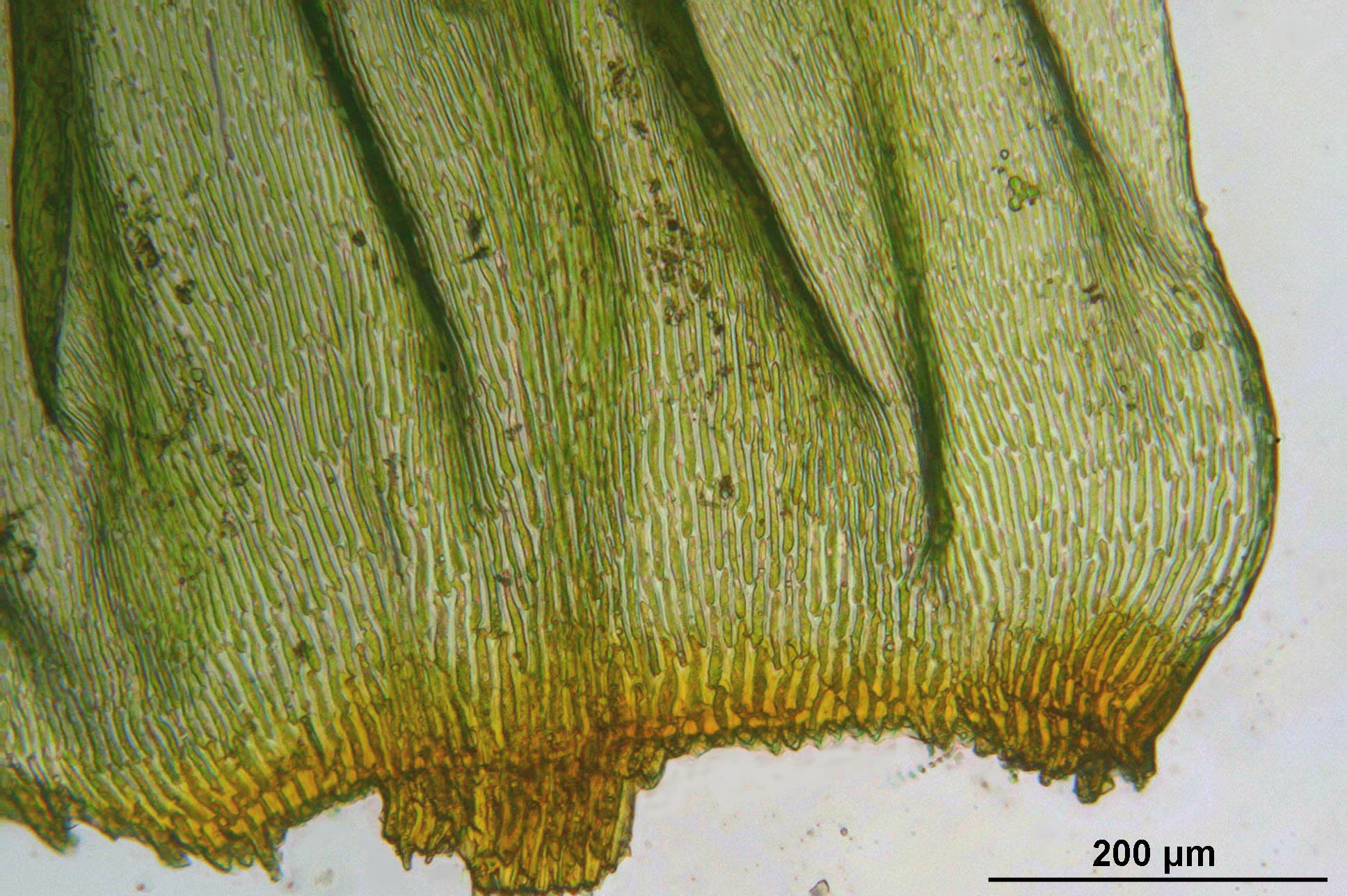
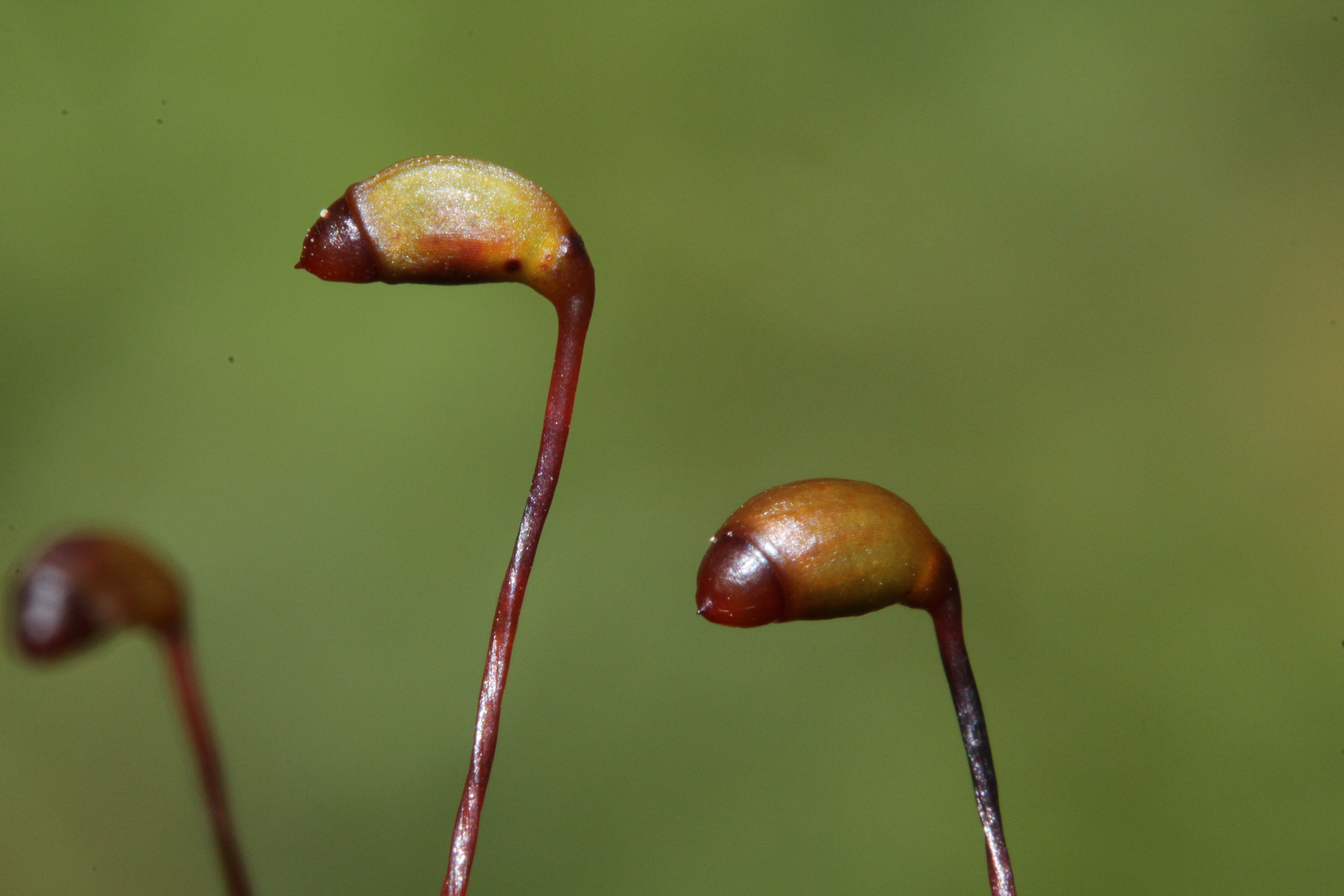
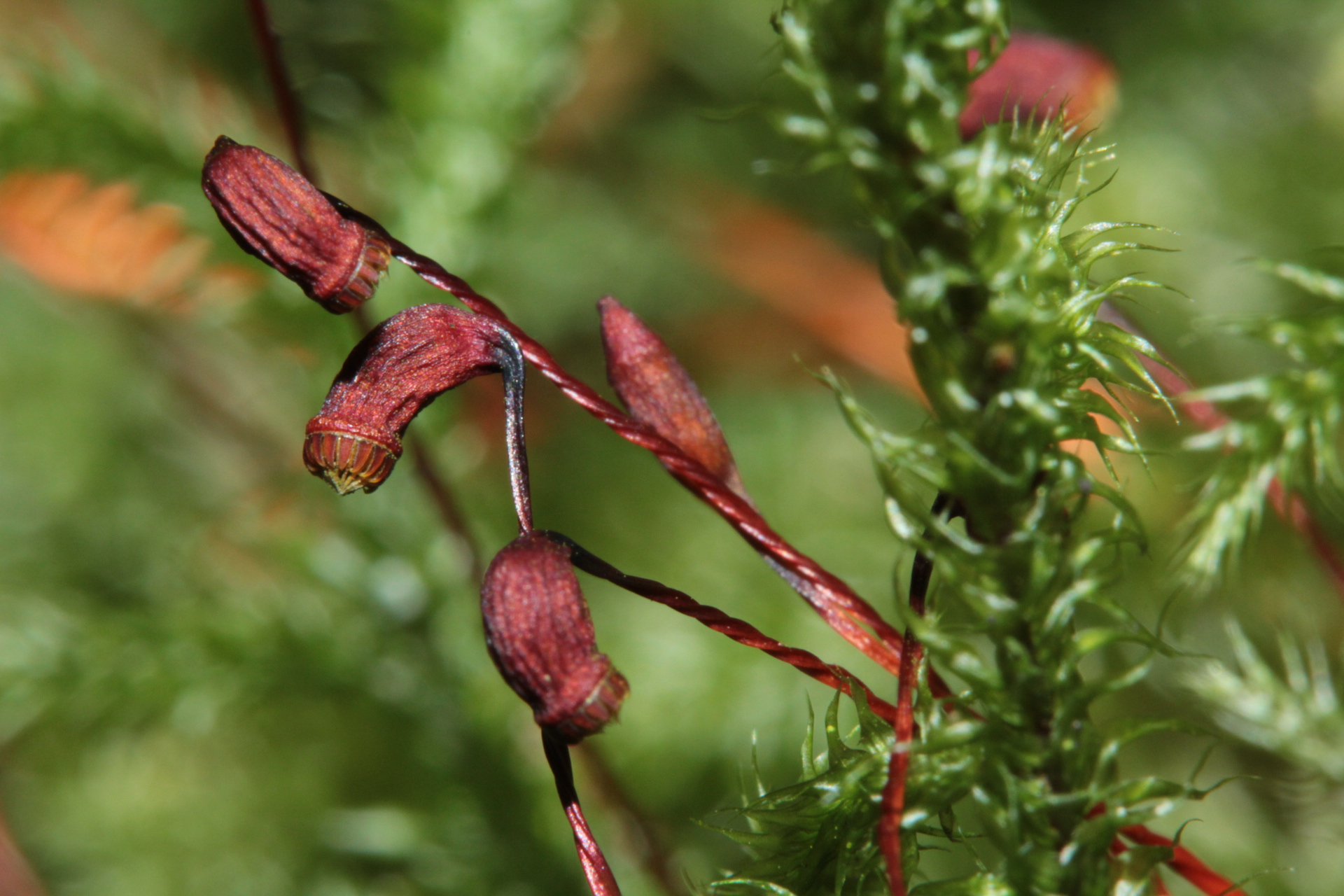

## Característiques
Les plantes d'aquesta espècie s'agrupen en catifes de diversos metres quadrats, tenen una mida que no sobrepassa els 10-15 cm de longitud, són de color verd o brunenc, tenen un port rastrer o erecte; i unes branques irregularment ramificades, pinnades o subpinnades de fins a 4 cm., lleugerament complanades, ascendents i arquejades a l'extrem. Els caulidis tenen una secció de 3-5 mm. d'amplada i com la resta de les espècies del gènere, tenen una coloració rogenca o brunenca. Els fil·lidis caulinars són erectes o estesos, generalment falcats, secunds o recorbats, de forma ovato-lanceolada, de làmina longitalment plegada però no rugosa i de mida 3.2 - 4.2 x 0.9-1.4 mm. La base és lleugerament enveinada, no arrodonida a la inserció i l'àpex és llargament acuminat, amb un llarg acumen, denticulat i acanalat. Els nervis del fil·lidi són molt curts, amb prou feines atenyen 1/4 de la longitud de la làmina, o inclús poden ser absents. Les cèl·lules alars són poc diferenciades i colorades; i les medials tenen la paret llisa. Els fil·lidis rameals són estrets i lanceolats i de mida més menuda que les caulinars. És una molsa dioica que forma un esporòfit semblant a Rhytidiadelphus squarrosus amb una càpsula ovoide de 1.3-2.5 mm de longitud.

## Ecologia i distribució
Comuna en boscos de muntanya mitjana sobre sòls humits, fusta en descomposició o roques en zones de pendent i de naturalesa silícica. Té una àmplia distribució arreu de la regió freda i temperada de l'hemisferi nord tan Euràsia com Amèrica, més rara a la regió mediterrània. A Catalunya és una espècie rara i es refugia en boscos humits de coníferes montans i subalpins de l'Alt Pirineu i el Montseny.